# Arctic Circle Stars 2003
Questa voce raccoglie le informazioni riguardanti gli Arctic Circle Stars nelle competizioni ufficiali della stagione 2003.

## I-divisioona 2003

### Stagione regolare

#### Prima fase
| Rovaniemi 14 giugno 2003, ore 14:00 3ª giornata | Arctic Circle Stars | 27 – 7 | Piikkiö Oakmen | Susivouti |

| Rovaniemi 28 giugno 2003, ore 14:00 4ª giornata | Arctic Circle Stars | 30 – 0 (a tavolino) | Kouvola Indians | Susivouti |

| Lappeenranta 5 luglio 2003, ore 14:00 5ª giornata | Lappeenranta Rajaritarit | 50 – 0 | Arctic Circle Stars | Lauritsalan kenttä |

| Rovaniemi 12 luglio 2003, ore 14:00 6ª giornata | Arctic Circle Stars | 6 – 55 | Helsinki Demons | Susivouti |

| Helsinki 19 luglio 2003, ore 15:00 7ª giornata | Helsinki 69ers | 28 – 0 | Arctic Circle Stars | Velodromo di Helsinki |

#### Seconda fase
| Rovaniemi 29 luglio 2003, ore 12:00 Turno 1 | Arctic Circle Stars | 0 – 56 | Lappeenranta Rajaritarit | Susivouti |

| Helsinki 2 agosto 2003, ore 15:00 Turno 2 | Helsinki Demons | 30 – 0 (a tavolino) | Arctic Circle Stars | Velodromo di Helsinki |

| Rovaniemi 16 agosto 2003, ore 14:00 Turno 4 | Arctic Circle Stars | 8 – 23 | Helsinki 69ers | Susivouti |

### Statistiche di squadra
| Competizione      | %Vittorie | In casa | In casa | In casa | In casa | In casa | In casa | In trasferta | In trasferta | In trasferta | In trasferta | In trasferta | In trasferta | Totale | Totale | Totale | Totale | Totale | Totale |
| Competizione      | %Vittorie | G       | V       | N       | P       | Pf      | Ps      | G            | V            | N            | P            | Pf           | Ps           | G      | V      | N      | P      | Pf     | Ps     |
| ----------------- | --------- | ------- | ------- | ------- | ------- | ------- | ------- | ------------ | ------------ | ------------ | ------------ | ------------ | ------------ | ------ | ------ | ------ | ------ | ------ | ------ |
| Stagione regolare | .250      | 5       | 2       | 0       | 3       | 71      | 141     | 3            | 0            | 0            | 3            | 0            | 108          | 8      | 2      | 0      | 6      | 71     | 249    |
| Totale            | .250      | 5       | 2       | 0       | 3       | 71      | 141     | 3            | 0            | 0            | 3            | 0            | 108          | 8      | 2      | 0      | 6      | 71     | 249    |